# Techagro
Techagro je mezinárodní veletrh zemědělské techniky, který se koná na brněnském výstavišti každé dva roky. Účastní se ho téměř 800 vystavovatelů ze 40 zemí. V roce 2015 ho navštívilo více než 112 tisíc lidí ze 48 zemí. Techagro zabírá více než 70 tisíc metrů čtverečních, jedná se o největší zemědělský veletrh ve střední Evropě.
Veletrh prezentuje nejnovější trendy v technice i zemědělské technologii a účastní se ho většina značek působících v České republice. Zároveň se na něm prezentují v hojné míře i zahraniční značky. Bohatý doprovodný program, akcentuje aktuální témata v zemědělství.
Společně s veletrhem Techagro se konají také veletrhy Silva Regina a Biomasa. V roce 2020 budou tyto veletrhy rozšířeny o téma sportovního rybaření, které bude umístěno v pavilonu C.